# Östertälje station

Östertälje  är en station på Stockholms pendeltågsnät (Södertäljegrenen). Den är belägen i stadsdelen Östertälje i sydöstra Södertälje 34,3 km från Stockholm C. Stationen har en mittplattform med biljetthall på plattformen och entré från en gångtunnel och har cirka 3 000 påstigande resenärer per dag (2015).
Restiden till Stockholm City är 34 minuter och till Södertälje Centrum 9 minuter.

## Historik
Hållplatsen Igelsta inrättades 1879, den ersattes 1921 av denna station i samband med en linjeomläggning. Sedan SL övertagit ansvaret för lokaltrafiken i länet byggdes den nuvarande stationsanläggningen av standardmodell som togs i bruk 1970. Då revs det gamla stationshuset och den tidigare gångbron.
Hissar finns, dock saknas rulltrappa. Vid den östra sidan finns det en kiosk, samt hållplatser för anslutande bussar. I anslutning till spärrlinjen vid uppgången finns biljettförsäljning. Från Östertälje går det även stadsbussar till andra platser i Södertälje, samt till Nynäshamn.
Under tiden juni 2011 till december 2012 fick stationen många fler resenärer än normalt då Södertälje C var avstängd för tågtrafik på grund av ombyggnad av järnvägen. Flera stadsbusslinjer var dragna till Östertälje under denna tid. Södertälje C har normalt cirka 6 800 påstigande per dag och de flesta av dem använde Östertälje istället under denna tid.

## Galleri

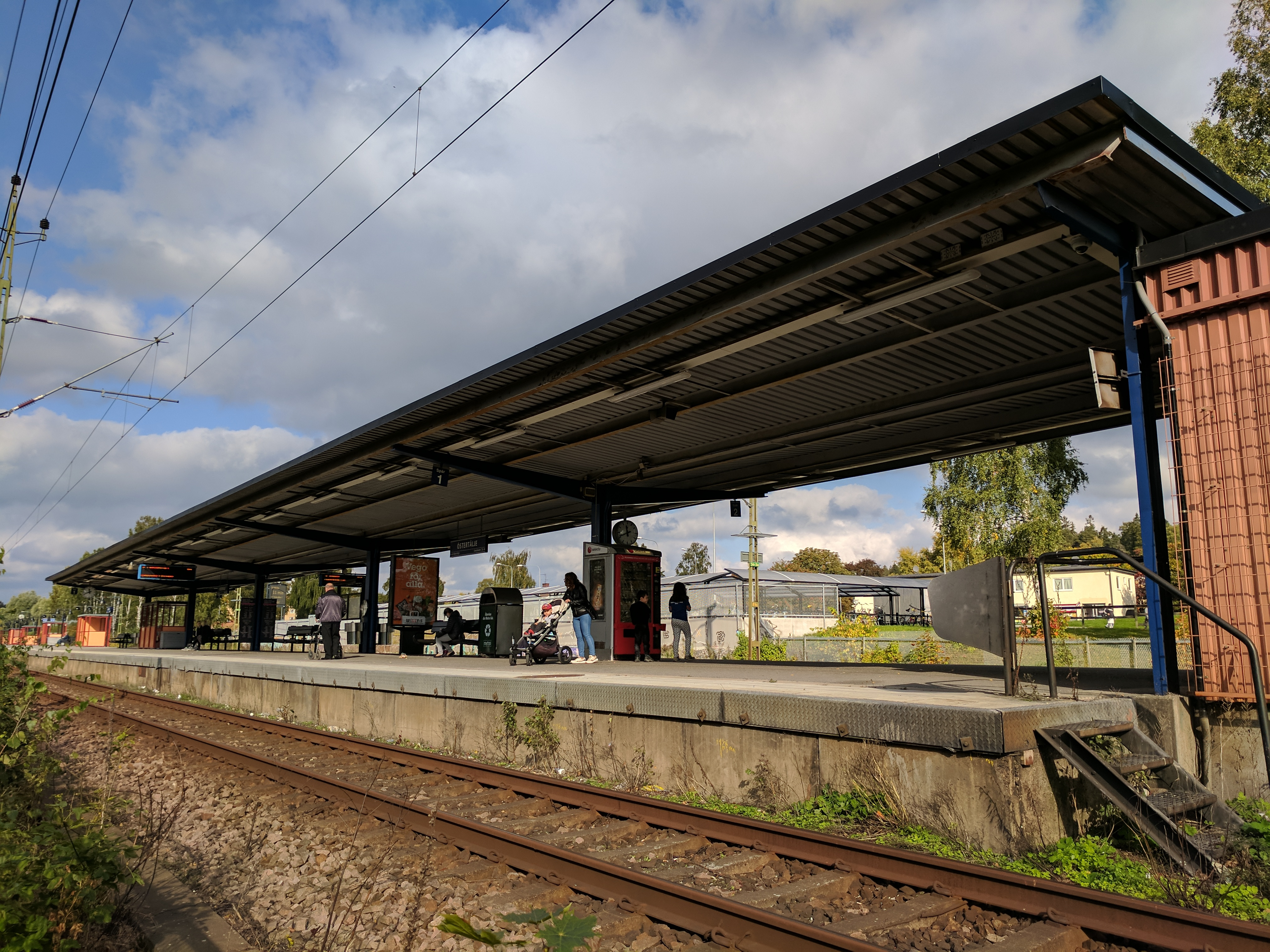
Stationen
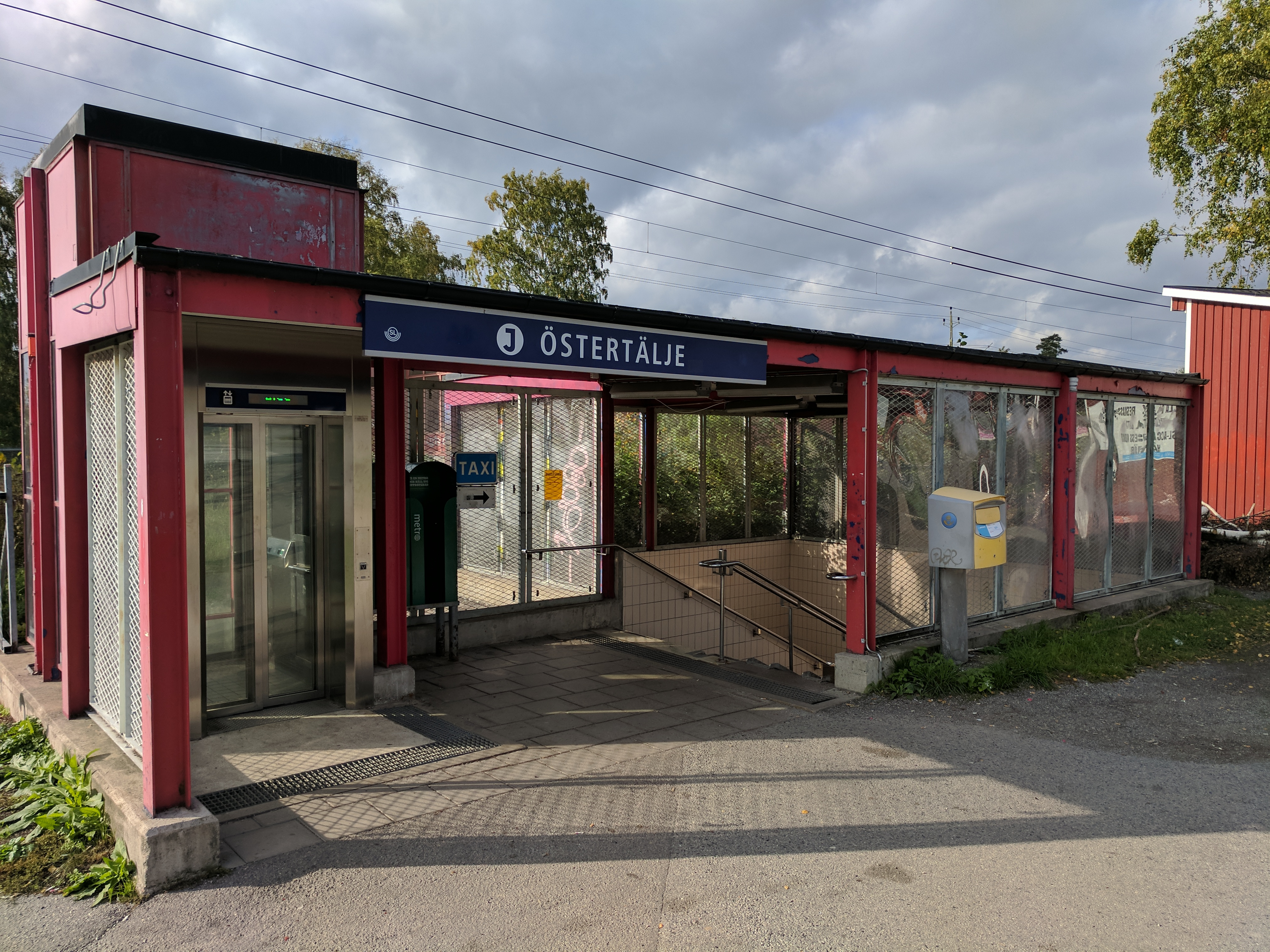
Ingång
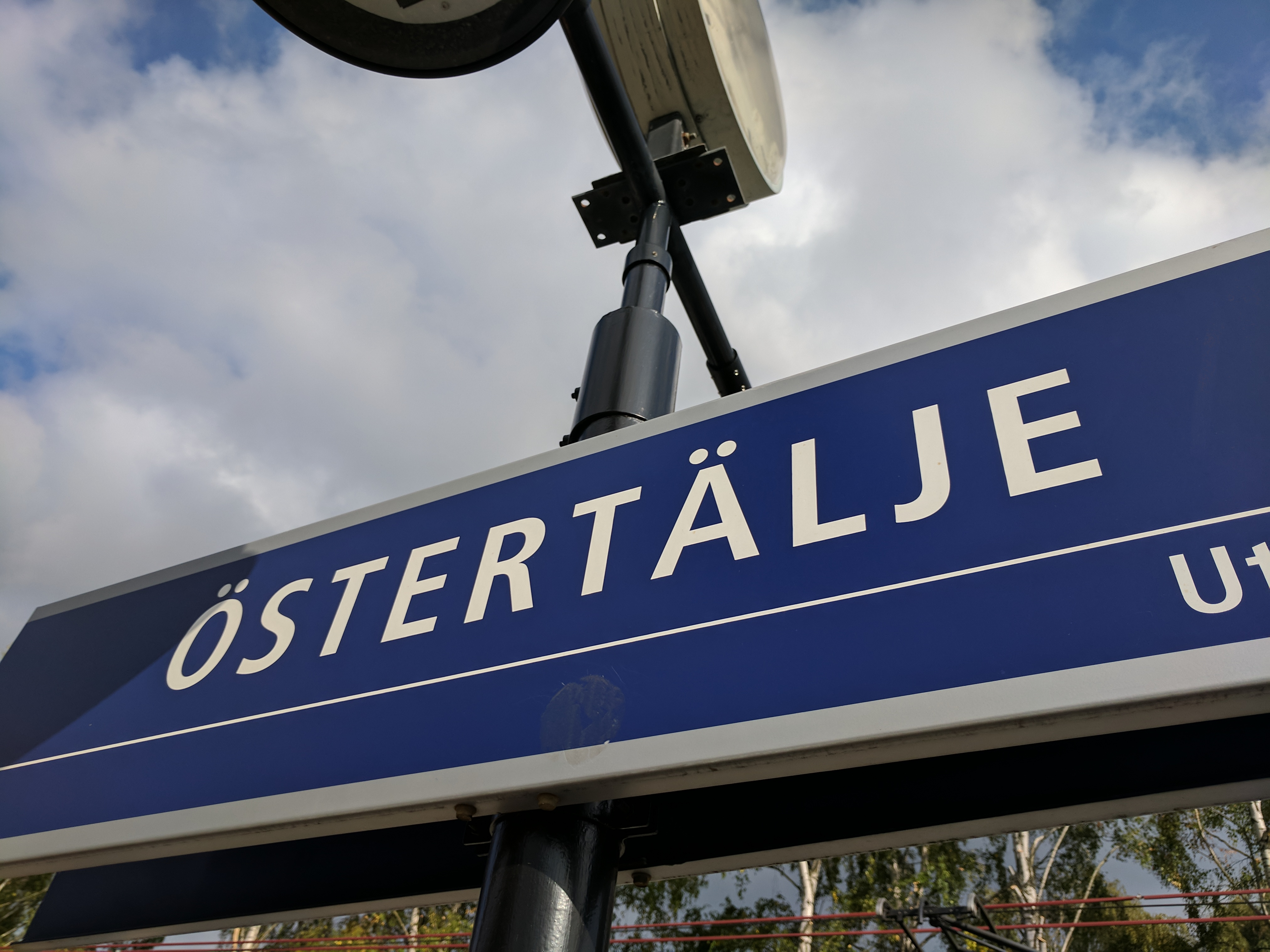
Stationsskylt
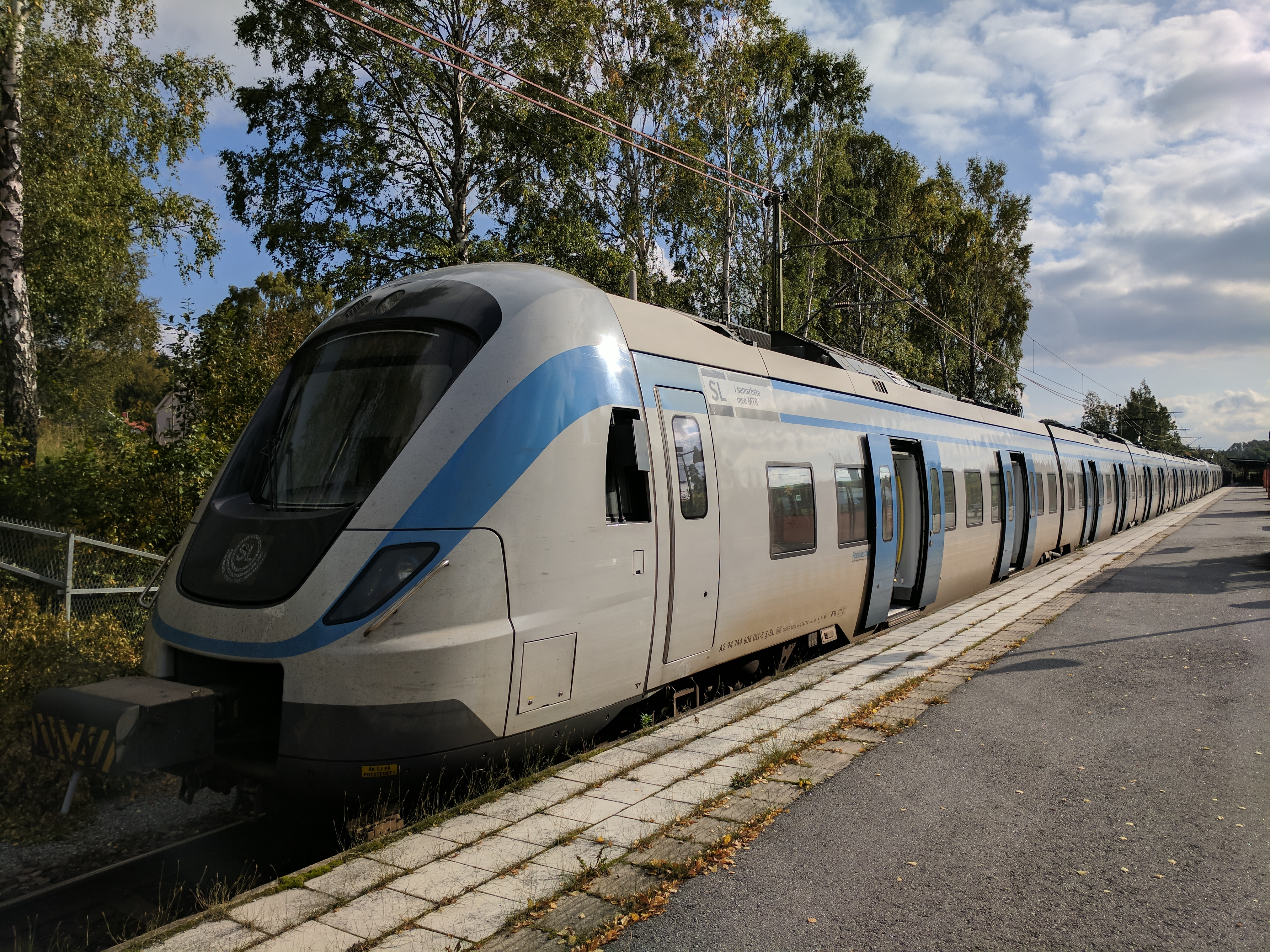
X60-pendeltåg vid stationen